# Valery Nahayo
Valery Twite Nahayo (ur. 15 kwietnia 1984 w Bużumburze) – burundyjski piłkarz występujący na pozycji obrońcy.

## Kariera klubowa
Nahayo karierę rozpoczynał w 2001 roku w zespole Atomic FC. W 2002 roku odszedł do drużyny Muzinga FC. W tym samym roku zdobył z nią mistrzostwo Burundi. W 2004 roku przeszedł do południowoafrykańskiego Jomo Cosmos FC z Premier Soccer League. Przez 4 lata w jego barwach rozegrał 99 spotkań.
W 2008 roku Nahayo przeniósł się do zespołu Kaizer Chiefs FC, także grającego w Premier Soccer League. W ciągu 3 lat zagrał tam w 43 meczach i strzelił 3 gole. W 2011 roku podpisał kontrakt z belgijskim KAA Gent. W Eerste klasse zadebiutował 30 lipca 2011 roku w przegranym 0:1 pojedynku z Cercle Brugge.
W 2014 przeszedł do Mpumalanga Black Aces FC. Następnie grał w KSV Temse i FC Ganshoren.

## Kariera reprezentacyjna
W reprezentacji Burundi Nahayo zadebiutował w 2003 roku. Od 2003 do 2014 rozegra 23 mecze i strzeli 1 gola.